# 31933 Tanyizhao
31933 Tanyizhao è un asteroide della fascia principale. Scoperto nel 2000, presenta un'orbita caratterizzata da un semiasse maggiore pari a 2,2981386 UA e da un'eccentricità di 0,1606601, inclinata di 6,31490° rispetto all'eclittica.